# A Nepita
A Nepita est un navire mixte exploité par la compagnie française Corsica Linea. Construit de 1999 à 2002 par les chantiers Howaldtswerke-Deutsche Werft (HDW) de Kiel sous le nom de Superfast X, il était à l'origine affecté aux lignes de la compagnie grecque Superfast Ferries en Europe du Nord. Vendu en 2007 à la SNCM, il était initialement prévu pour naviguer sur les lignes entre Marseille et la Corse sous le nom de Jean Nicoli mais ne sera jamais exploité par la compagnie française. Revendu en 2008 à la compagnie SeaFrance, il est rebaptisé SeaFrance Molière et navigue jusqu'en 2011 sur les lignes entre la France et le Royaume-Uni. Racheté l'année suivante par l'armateur LD Lines, il est affrété par la compagnie danoise DFDS Seaways qui l'emploie sur les mêmes lignes sous le nom de Dieppe Seaways. Vendu à la compagnie suédoise Stena Line en 2014, il intègre la flotte de l'armateur l'année suivante et prend le nom de Stena Superfast X pour assurer les lignes entre le Royaume-Uni et l'Irlande. Affrété à partir de février 2020 par la compagnie Corsica Linea, il navigue depuis le mois de juin sur les lignes entre Marseille et la Corse sous le nom de A Nepita.

## Histoire

### Origines et construction
Depuis la fin des années 1990, la compagnie grecque Superfast Ferries révolutionne la desserte maritime entre la Grèce et l'Italie à l'aide de sa flotte de navires rapides de dernière génération. Leur succès incite alors la maison mère, le groupe Attica, à implanter les activités de sa marque sur de nouveaux marchés. Dans l'optique d'ouvrir des lignes en mer du Nord entre l'Allemagne, la Belgique, le Royaume-Uni et la Finlande, Superfast lance alors la construction de quatre navires jumeaux aux chantiers allemands Howaldtswerke-Deutsche Werft.
La conception des futures unités est directement basée sur celle de deux autres navires de Superfast prévus pour les lignes de la Méditerranée. Ils ont en effet les mêmes dimensions de 203 mètres de long pour 25 mètres de large ainsi que le même appareil propulsif leur permettant d'atteindre des vitesses de 28 nœuds. Leur apparence, bien que similaire, diffère cependant des autres navires de la flotte, de même que la capacité passagère qui est drastiquement réduite par rapport à la flotte méditerranéenne, ils sont également équipés d'une coque brise-glace. La disposition des aménagements intérieurs est pour sa part identique et de qualité semblable, à l'exception de la piscine extérieure, absente.
Le quatrième navire de la série, baptisé Superfast X, est mis sur cale à Kiel le 29 juin 1999 et lancé le 28 novembre 2000. Après finitions, il est livré à Superfast le 26 février 2002 et baptisé ce même jour en présence de sa marraine, Patricia Lederer, épouse du directeur de projet des navires.

### Service

#### Superfast (2002-2007)
Le Superfast X commence son exploitation commerciale le 27 février 2002 entre l'Allemagne et la Finlande. Après un bref retour aux chantiers qui l'ont vu naître durant le mois d'avril, il est affecté entre la Belgique et le Royaume-Uni.
En janvier 2004, au cours d'un arrêt technique effectué aux chantiers norvégiens Fosen Mekaniske Verkstederdes, le navire se voit ajouter quelques cabines supplémentaires.
En mars 2006, Superfast Ferries décide d'interrompre ses activités en Europe du Nord. Tandis que ses trois sister-ships ainsi que le fonds de commerce sont cédés au groupe estonien Tallink pour 310 millions d'euros, le Superfast X est conservé dans un premier temps par Superfast avant d'être vendu à son tour le 8 août à la société Véolia Transport pour la somme de 112 millions d'euros afin d'intégrer la flotte de la SNCM.

#### SNCM (2007-2008)
Le 12 février 2007, l’acte officiel de vente entre le président du groupe Attica et les dirigeants de Veolia Transports est signé. Le Superfast X est rebaptisé Jean Nicoli, du nom d'un résistant corse assassiné le 30 août 1943 par l'OVRA. Dans une volonté de renouer avec l'ancienne tradition au sein de la SNCM de baptiser les cargos d'après des montagnes corses, il a un temps été envisagé de nommer le navire Monte San Petrone, nom d'une montagne située en Haute-Corse, mais l'idée ne sera finalement pas retenue. Enregistré sous pavillon français et immatriculé à Ajaccio, le Jean Nicoli est affrété par la SNCM.
Après un arrêt technique à Anvers le nouveau cargo de la SNCM quitte la Belgique le 1er mars à 10h00 à destination du Havre. Il quitte ensuite ce port le 3 mars à 12h00 pour Santander en Espagne avec un chargement de véhicules Renault neufs. Après son déchargement, il fait route vers Vigo où il mouille en rade du 6 mars au 16 mars avant de faire route vers Southampton. Le Jean Nicoli effectuera un dernier convoyage de véhicules neufs entre Le Havre et Santander, entre le 26 et le 28 mars.
Malgré l'acquisition du navire, celui-ci se retrouve cependant sans affectation au sein de la compagnie. Son entrée dans la flotte est en effet due à un contexte particulier, en mars 2006, La Méridionale avait décidé de rompre le partenariat effectif sur les lignes de la délégation de service public avec la SNCM, forçant de ce fait la direction de cette dernière à trouver une solution pour pouvoir pallier le manque des trois cargos mixtes de son partenaire et ainsi proposer une réponse globale à l'appel d'offres pour le renouvellement de cette DSP pour la période 2007-2013. La situation semblant bloquée à ce moment-là, la SNCM s'était alors mise en quête d'un cargo mixte supplémentaire sur le marché de l'occasion, mais dans les temps ayant suivi l'achat de celui-ci, les relations avec La Méridionale ont finalement évolué positivement et les deux sociétés ont décidé de poursuivre leur partenariat et de proposer une réponse commune au prochain appel d'offres. En raison de ce revirement de situation, le Jean Nicoli apparaît donc en surnombre.
Ainsi, durant l'année 2007, la SNCM s'emploie à trouver une autre utilité à ce navire. Du 5 au 29 avril, il est affrété par la Compagnie tunisienne de navigation et navigue entre Gênes et Tunis. À la fin de cet affrètement, le Jean Nicoli se rend à La Seyne-sur-Mer où il reste jusqu’au 3 juillet, avec un passage dans le port de commerce de Toulon les 4 et 5 mai. Durant cette période, des travaux sont effectués au niveau de la porte rampe avant, dans la salle des machines, et des retouches de peinture sont réalisées.
Le 3 juillet en fin d'après-midi, le navire quitte Toulon pour Marseille, où il accoste au poste 115. Il est alors employé du 6 au 19 juillet en remplacement du ferry Île de Beauté victime d'une avarie et effectue dans ce cadre six rotations sur l'Algérie depuis Marseille.
Le 3 septembre, il est affrété par la compagnie grecque ANEK Lines pour une durée de trois mois. le navire quitte Marseille à 11h30 à destination de Patras. Il arrive en Grèce le 5 septembre. Le Jean Nicoli est alors affecté entre la Grèce et l'Italie en remplacement du ferry Lefka Ori. Le 3 décembre, le navire, en provenance de Patras et repeint aux couleurs SNCM, accoste à 13h50 au poste 7 du port de Marseille.
Le 24 décembre, le Jean Nicoli est vendu à un consortium financier, dénommé Poquelin, mené par une filiale du Crédit agricole pour la compagnie SeaFrance.

#### SeaFrance (2008-2012)
Le 27 mars 2008, le navire devient officiellement le SeaFrance Molière. Le 1er avril, un équipage SeaFrance prend possession du navire. Il appareille le 4 avril en début d’après-midi à destination de Dunkerque et les chantiers navals ARNO afin d’y subir des transformations en vue de sa mise en service sur le trafic transmanche, notamment l'adaptation de ses rampes aux infrastructures portuaires. Le nombre des cabines sur le pont 8 est également réduit en raison de la brièveté de la ligne opérée, l'espace libéré est comblé par de nouvelles installations.
Le navire entre pour la première fois dans le port de Calais le 6 août et est mis en service entre la France et le Royaume-Uni dans la foulée, dans un premier temps en transportant uniquement du fret, puis des passagers à partir du 1er octobre.
Le 28 février 2010, le SeaFrance Molière heurte violemment le quai à Calais, occasionnant des dégâts mineurs conduisant à son immobilisation durant quelques jours aux chantiers ARNO pour réparations.
Le 15 novembre 2011, l'exploitation du navire est interrompue en raison des difficultés financières de SeaFrance. Désarmé dans un premier temps à Calais, il sera déplacé à Dunkerque le 22 février 2012.
En juillet, il est racheté par la société Scapino Shipping et prend le nom de Molière sous pavillon maltais.

#### DFDS Seaways (2012-2014)

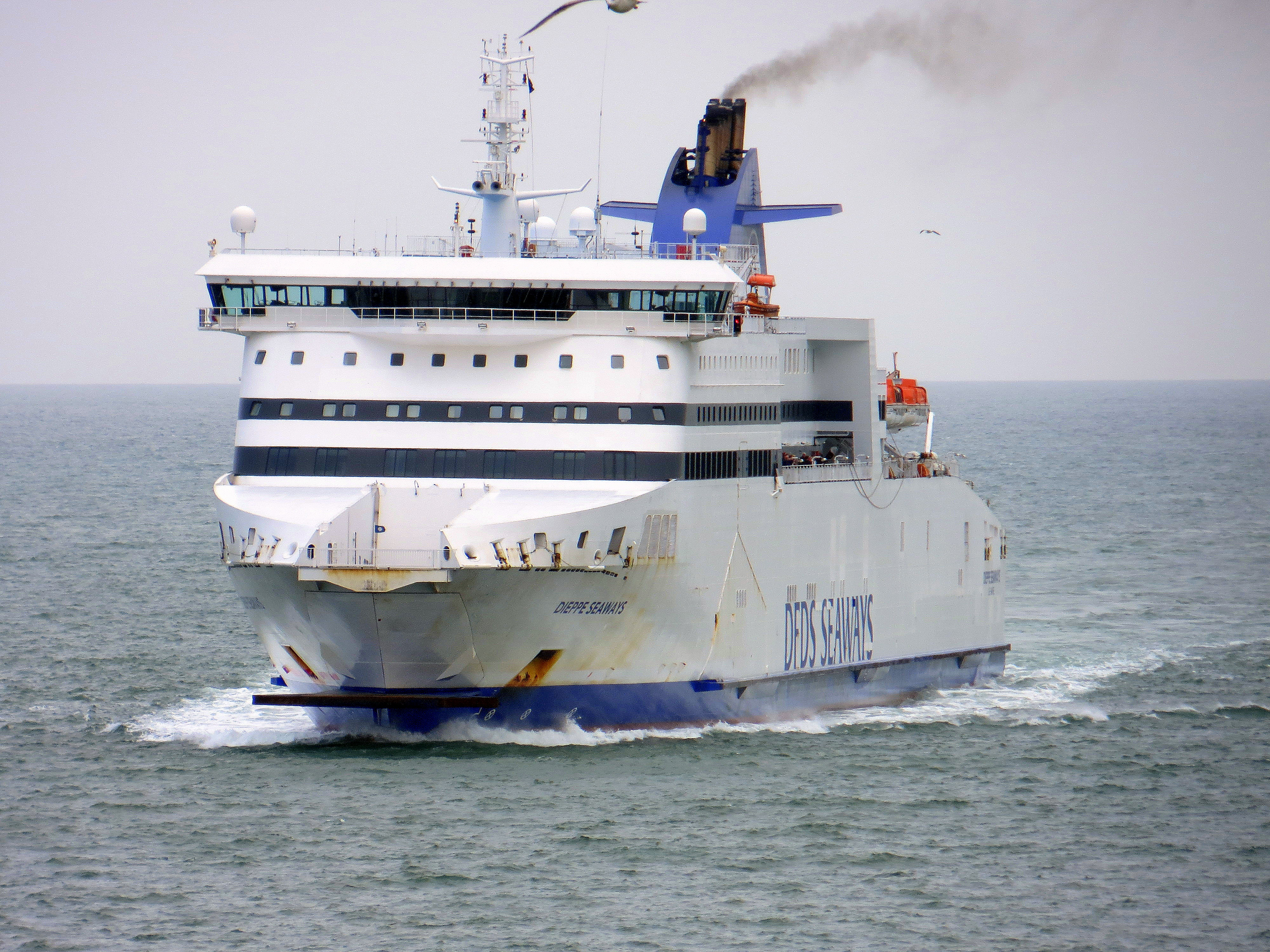
Le Dieppe Seaways en approche de Douvres.

À partir du 31 octobre 2012, le Molière est affrété par la compagnie danoise DFDS Seaways. Renommé Dieppe Seaways, il retourne desservir les lignes entre la France et le Royaume-Uni sous pavillon français, exploité conjointement par DFDS et l'armateur français LD Lines.
Le 1er mai 2014, le navire est victime d'un incendie dû à la surchauffe d'une chaudière dans la salle des machines alors qu'il se trouve au large de Douvres. Les 316 passagers sont alors débarqués en toute sécurité à l'arrivée du navire. Sept membres d'équipage et trois pompiers seront cependant blessés en combattant l'incendie qui sera éteint quelques instants plus tard,.
Le navire est vendu ce même mois à la compagnie suédoise Stena Line, mais reste exploité par DFDS jusqu’au 29 novembre 2014.

#### Stena Line (2014-2020)

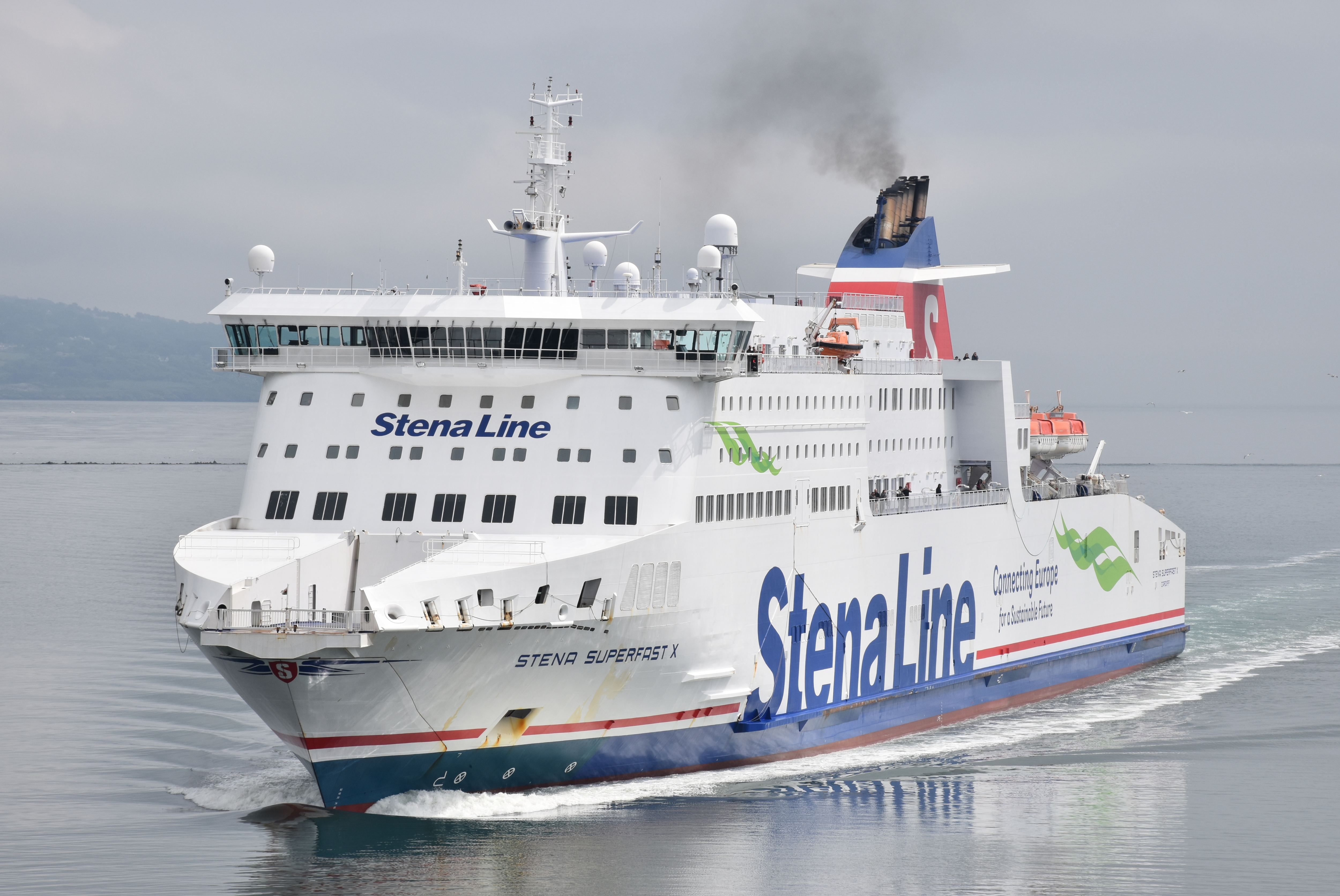
Le Stena Superfast X en 2017.

Transformé à Gdynia en Pologne entre décembre 2014 et janvier 2015, le navire est rebaptisé Stena Superfast X. Au cours des travaux, sa capacité passagère est augmentée et ses rampes d'accès modifiées. Le navire entre en service entre le Royaume-Uni et l'Irlande le 9 mars 2015.
En février 2020, un contrat est signé entre Stena Line et la compagnie corse Corsica Linea pour l'affrètement du Stena Superfast X pour une durée de cinq ans en raison de l'arrivée imminente du nouveau Stena Edda prévu pour le remplacer.
Le navire réalise sa dernière rotation entre Dublin et Holyhead le 29 février. Il navigue ensuite quelques jours entre Cairnyan et Belfast puis quitte l'Irlande du Nord le 3 mars vers 18h pour rejoindre la Grèce afin d'être mis aux standards de Corsica Linea.

#### Corsica Linea (depuis 2020)
Arrivé à Perama le 10 mars 2020, le navire subit quelques transformations afin d'être adapté à sa future affectation. Il est notamment reconverti en ferry de nuit avec le réaménagement d'une centaine de nouvelles cabines sur le pont 8 et se voit aussi équipé de dispositifs d'épuration des fumées, communément appelés scrubbers, au niveau de sa cheminée. Le navire est également repeint avec la livrée rouge de Corsica Linea lors d'un passage en cale sèche du 27 avril au 9 mai.

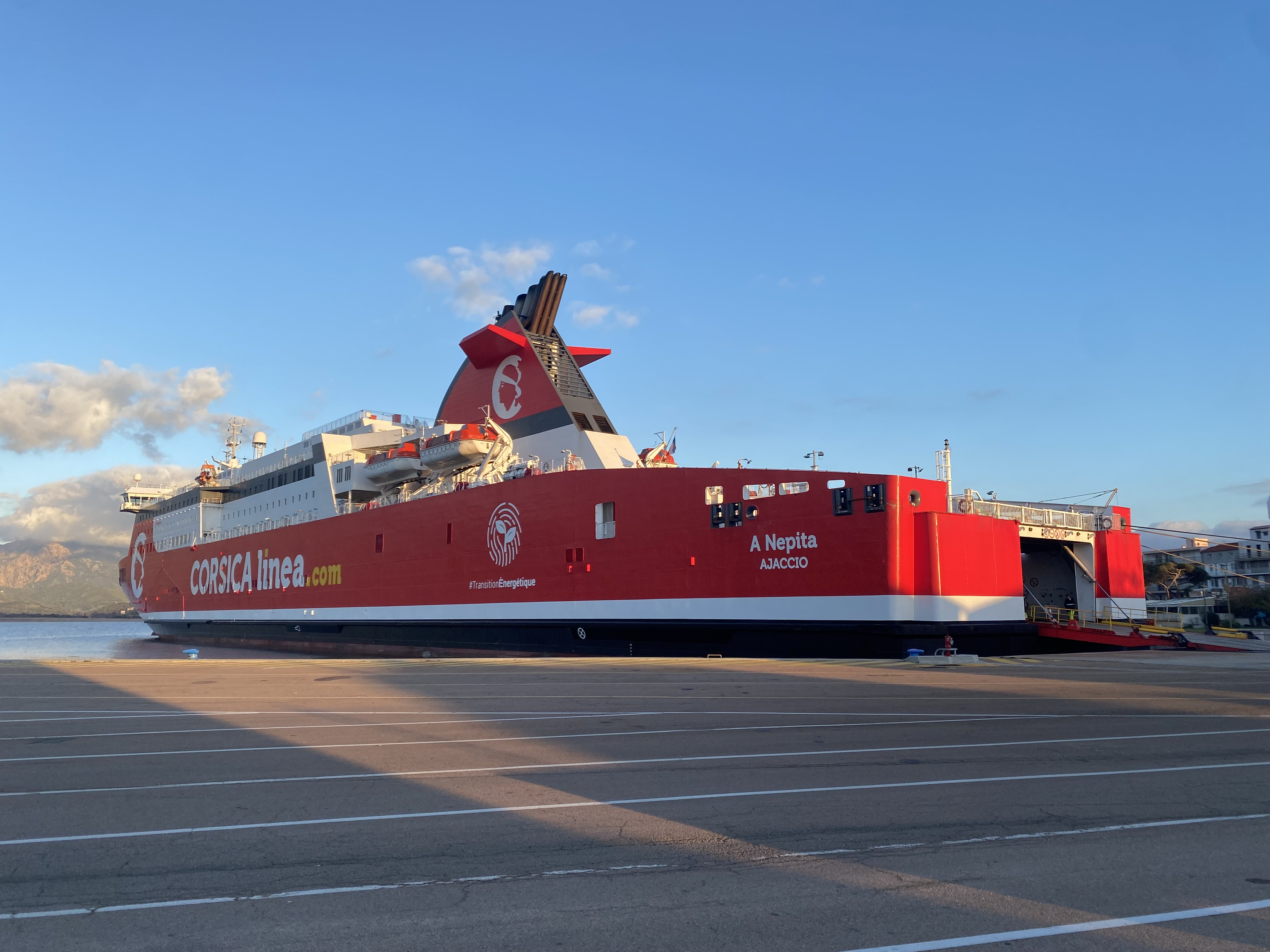
A Nepita à Propriano en décembre 2023.

Les travaux achevés, le Stena Superfast X quitte la Grèce le 8 juin pour rejoindre Marseille. Arrivé à destination le 11 juin dans la matinée, il effectue ses essais en mer au large de la cité phocéenne avant de s'amarrer au Cap Janet dans l'après-midi. Le lendemain, il est francisé et rebaptisé A Nepita, en référence à une plante endémique corse similaire à la marjolaine et couramment utilisée dans la cuisine locale.
Affrété à l'origine pour renforcer les liaisons avec l'Algérie, A Nepita devait se substituer au Vizzavona, transféré en octobre 2019 sur les lignes de la délégation de service public entre Marseille et la Corse. Il était ainsi prévu que le navire assure deux traversées par semaine vers Alger et une vers Béjaïa dès le mois de juillet. Toutefois, au cours de l'année 2020, l'Europe est durement touchée par la crise sanitaire liée à la pandémie de Covid-19, entraînant la mise en place de restrictions concernant le transport des passagers, plus particulièrement hors de l'espace Schengen. Devant l'incertitude quant à la réouverture des lignes régulières avec l'Afrique du Nord et les possibles restrictions encadrant le trafic, Corsica Linea décide finalement d'affecter A Nepita sur des traversées supplémentaires à destination de la Corse.
Le 23 juin à 20h40, le navire quitte Marseille sous grand pavois pour sa première traversée commerciale à destination de Bastia, escorté à la sortie du port par le Jean Nicoli. A Nepita arrive pour la première fois en Corse le lendemain à 8h00. Le positionnement du navire en complément du Pascal Paoli permet ce jour-là d'acheminer simultanément 3 000 mètres linéaires de fret sur le port de Bastia, soit 190 remorques. Sa première escale à Ajaccio, son port d'attache, a lieu le 4 juillet dans la matinée.
Au cours de l'année 2021, malgré le rétablissement progressif de la situation, le gouvernement algérien maintient les frontières fermées, prolongeant de ce fait la suspension du trafic entre la France et l'Algérie sur lequel A Nepita devait initialement naviguer. Ainsi, le navire est reconduit sur la desserte de la Corse et même affecté à titre principal à la ligne Marseille - Ajaccio dans le cadre de la délégation de service public (DSP) à partir du mois de mars. Si le trafic maritime avec l'Algérie est rétabli en novembre 2021, c'est finalement le Jean Nicoli qui sera choisi pour renforcer les lignes internationales dès la saison estivale 2022. A Nepita est alors maintenu sur la Corse et remplace ce dernier sur la liaison entre Marseille et Porto-Vecchio en été. À partir de mars 2023, à l'occasion du renouvellement de la DSP, il est affecté toute l'année à la desserte du port de Propriano.

## Aménagements
A Nepita possède 9 ponts. Bien que le navire s'étende en réalité sur 11 ponts, les ponts 4 et 6, au niveau des garages, sont inexistants, bien qu'ils soient tout de même comptés. Les locaux des passagers couvrent la totalité des ponts 7 et 8 et une partie du 10. L'équipage loge pour sa part sur le pont 9. Les ponts 3 et 6 sont entièrement consacrés au garage ainsi que la partie avant des ponts 1 et 2.

### Locaux communs
À sa mise en service, le Superfast X était employé sur de longues traversées, le navire était équipé en conséquence au niveau de ses installations pour les passagers. Ceux-ci disposaient sur le pont 7 de deux espaces de restauration (à la carte, buffet), trois bars (bar-salon, bar-discothèque, brasserie-bar) ainsi qu'une boutique et un casino. Un sauna était également présent sur le pont 10.
Lors de son acquisition par SeaFrance, de nouvelles installations sont ajoutées à la place de cabines sur le pont 8, la boutique et la brasserie y sont réaménagés et des installations dédiées aux chauffeurs routiers telles qu'un café et un espace de repos sont créées. Ces nouveaux aménagements seront supprimés et remplacés par des cabines en 2020 dans le cadre de l'affrètement du navire par Corsica Linea.

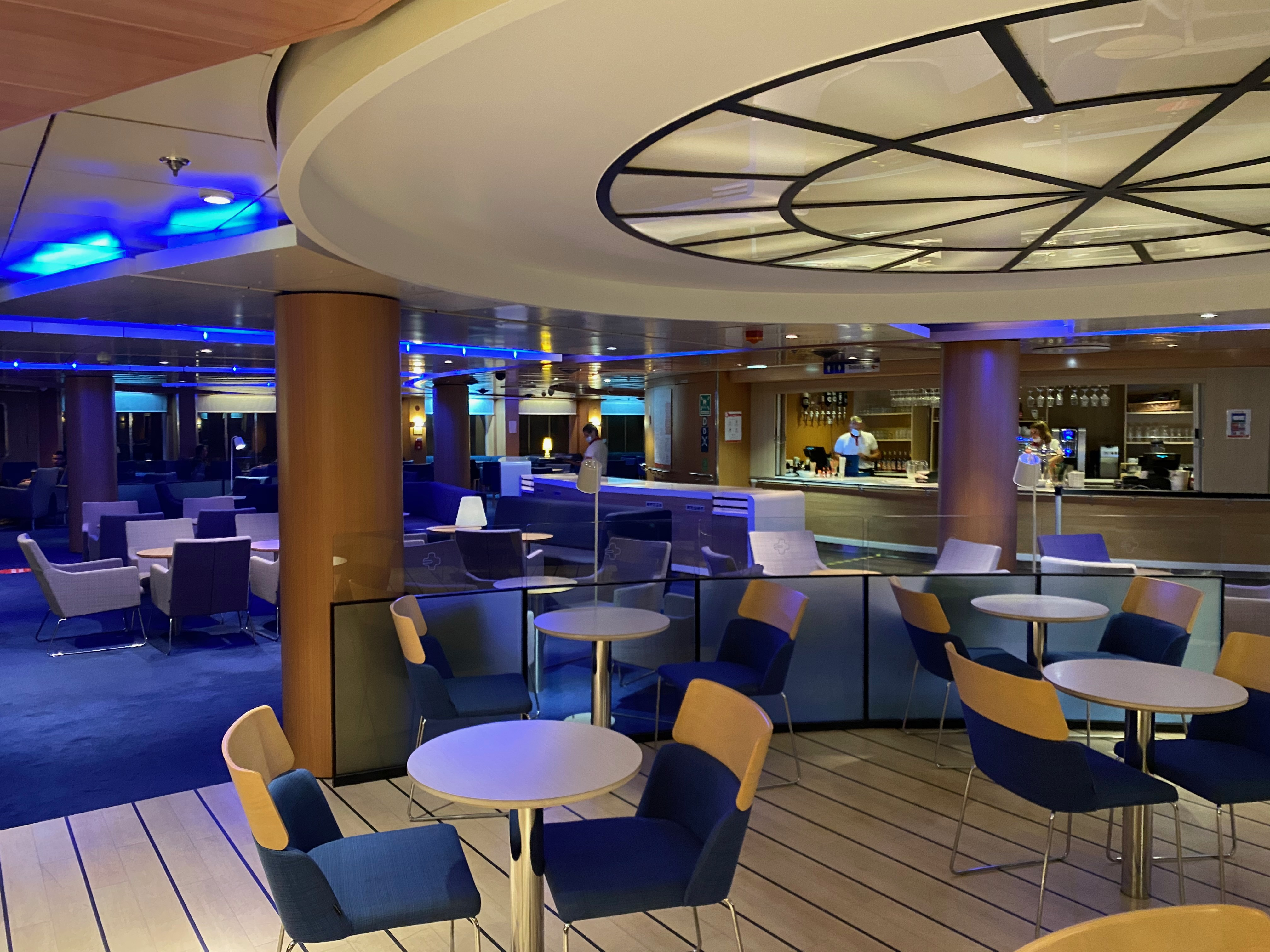
Le bar principal, situé à l'avant au pont 7.
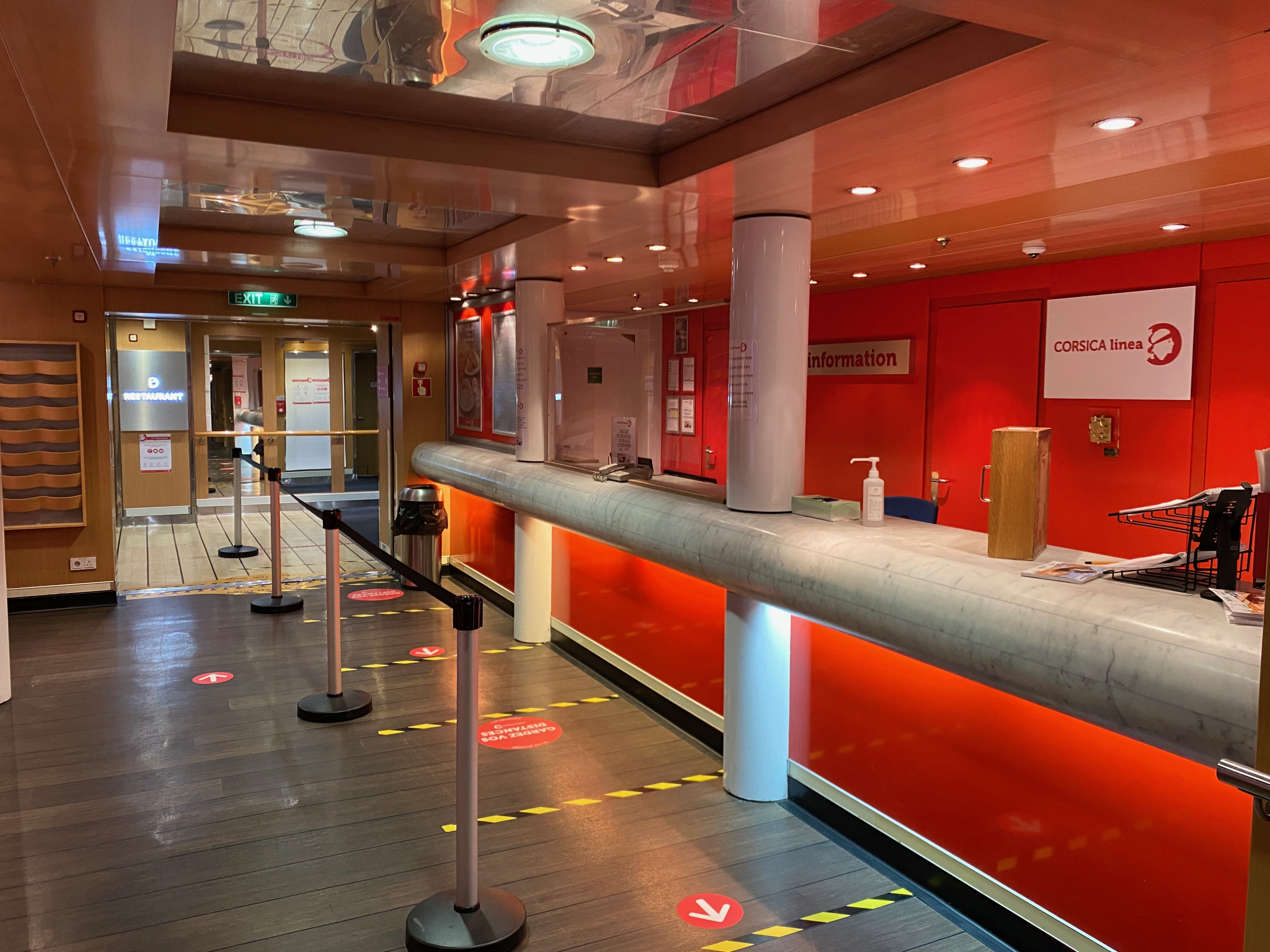
Bureau information sur le pont 7.
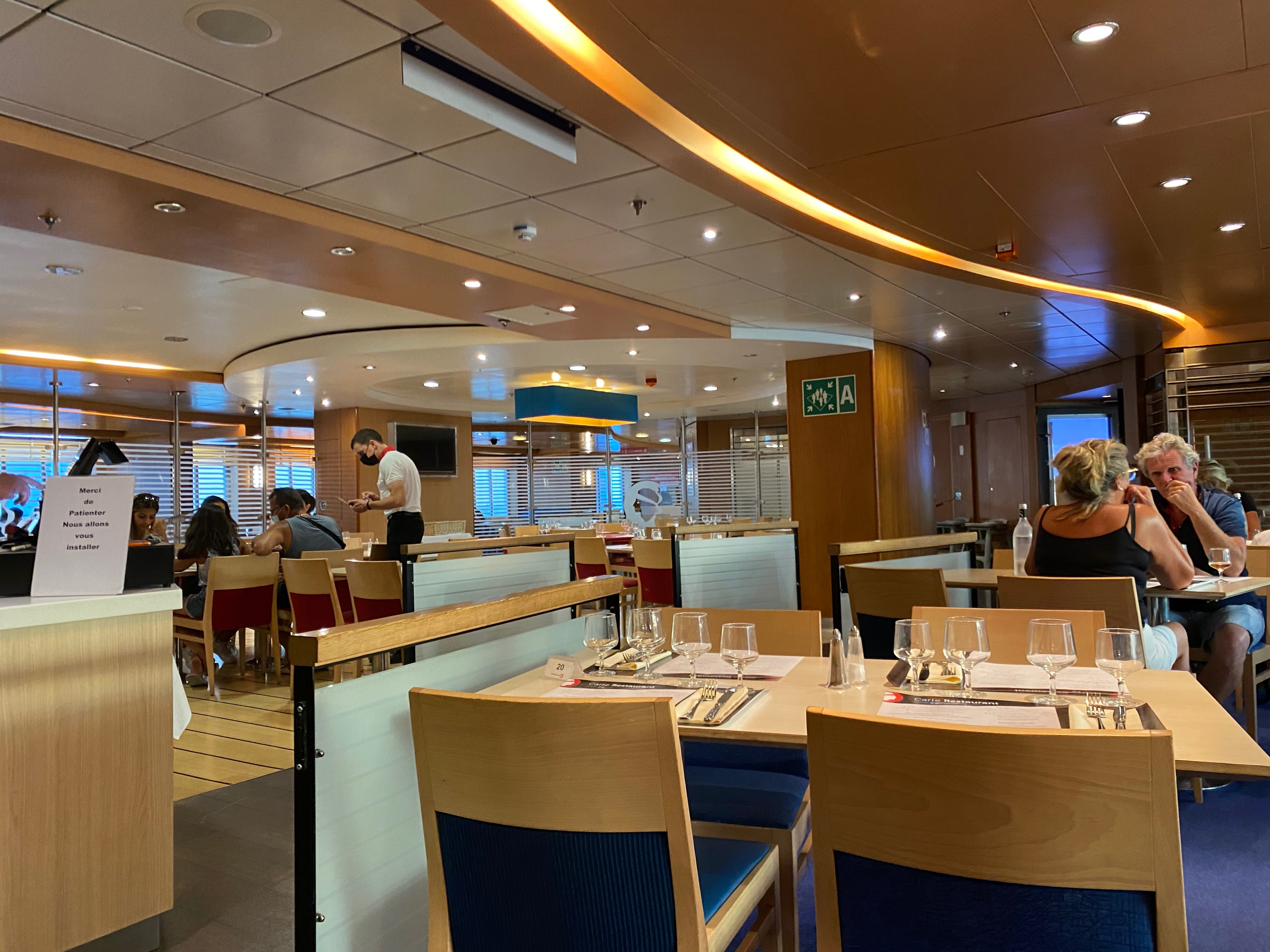
Restaurant situé sur le pont 7 au milieu du navire.
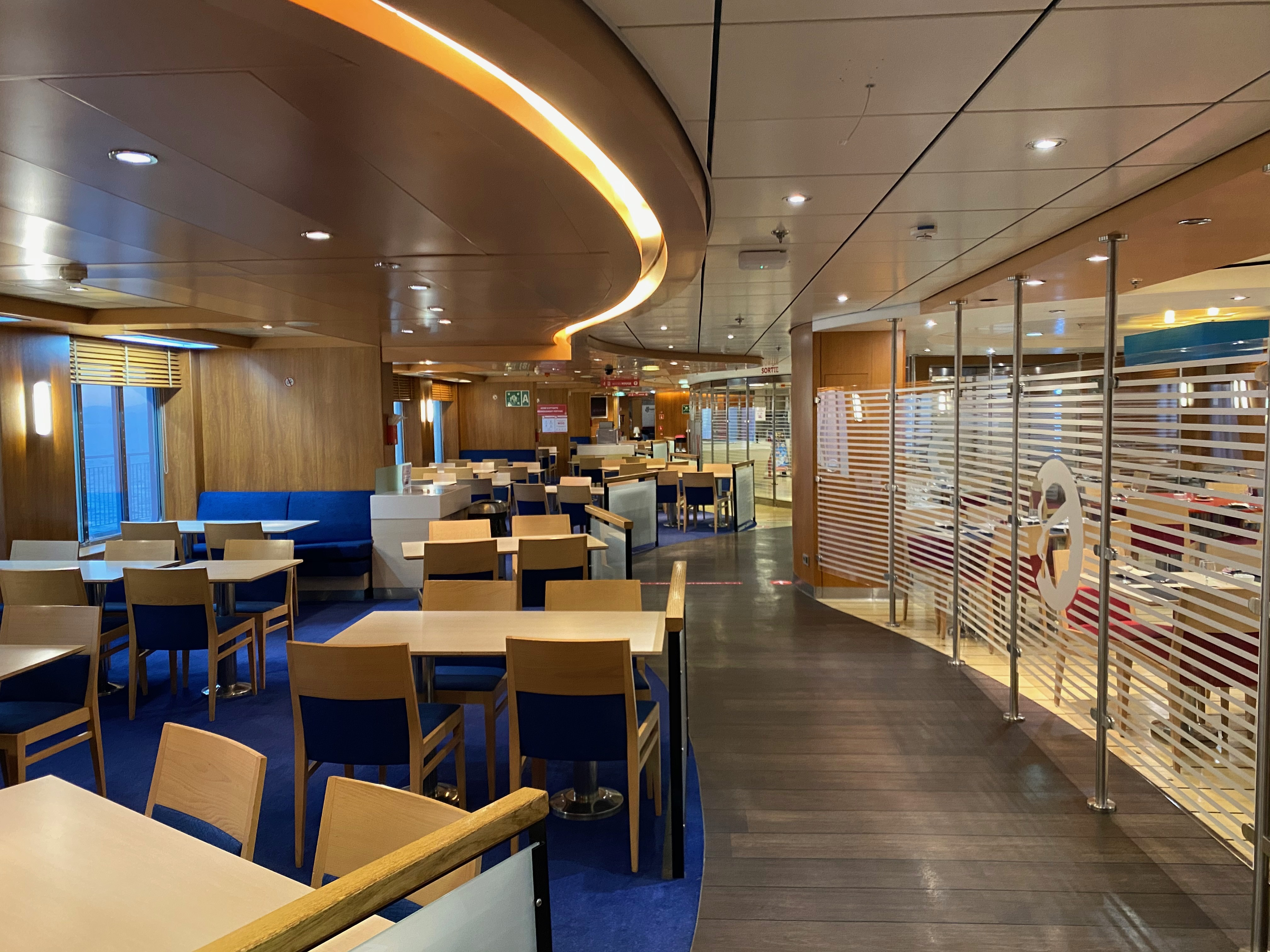
Snack situé sur le pont 7, non loin du restaurant.

### Cabines
Au début de sa carrière, le Superfast X possédait environ 120 cabines situées pour la plupart sur le pont 8. D'une capacité de deux à quatre personnes, toutes sont pourvues de sanitaires complets comprenant douche, WC et lavabo. Six cabines de luxe sont également présentes au pont 10.
Lorsque le navire passe sous les couleurs de SeaFrance, une grande partie des cabines est supprimée pour être remplacée par de nouveaux locaux. Seules quelques-unes d'entre elles sont conservées, notamment au pont 8 du côté bâbord avant ainsi que les suites du pont 10.
À l'occasion de son affrètement par Corsica Linea en 2020, de nouvelles cabines sont réaménagées sur le pont 8 ainsi que sur la partie bâbord avant du pont 9, portant leur nombre à 173. Quatre suites supplémentaires sont également ajoutées sur le pont 10. Un salon de 60 fauteuils est aussi installé à bord sur le pont 7.

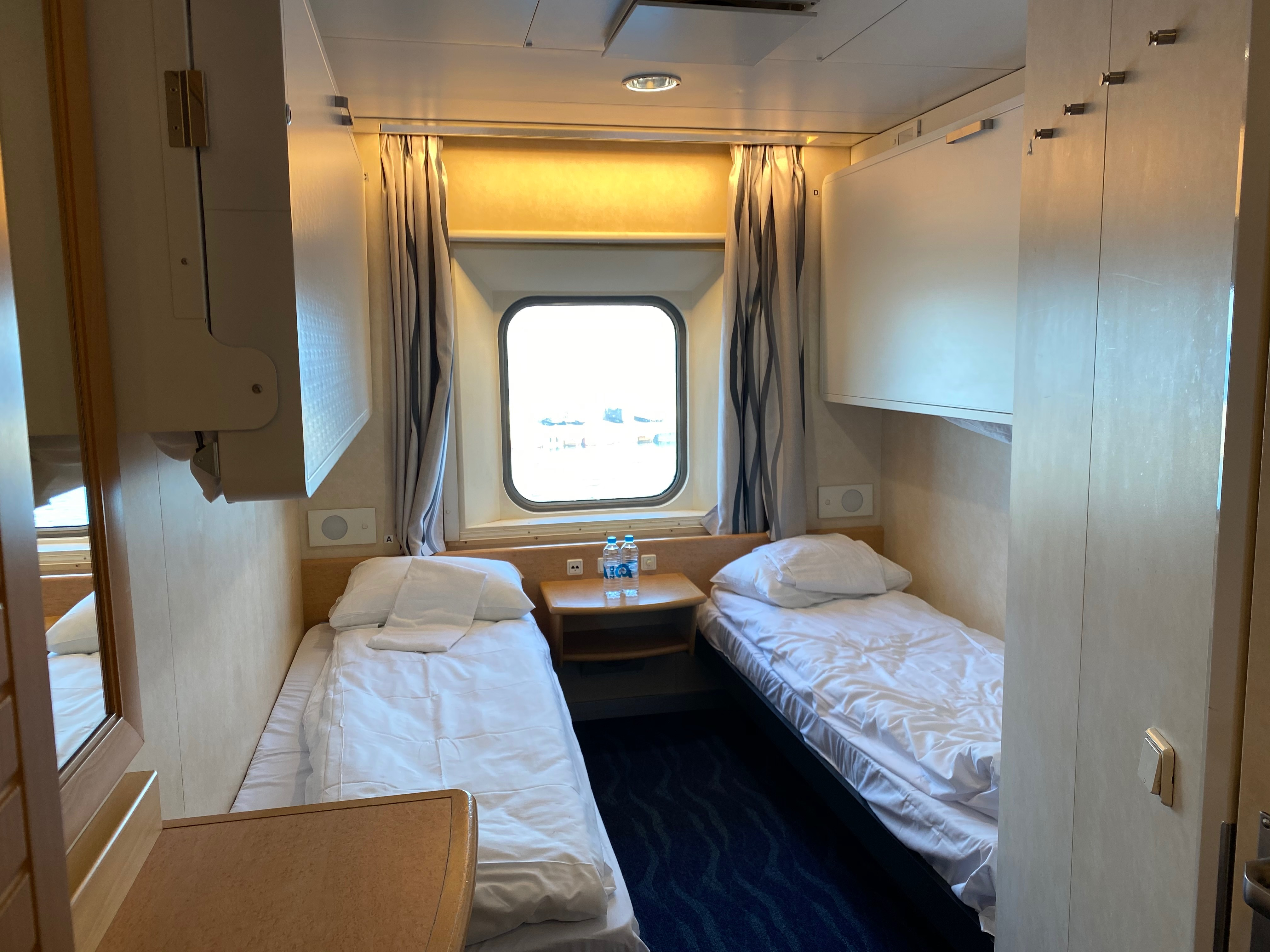
Cabine extérieure standard, aménagée pour deux personnes.
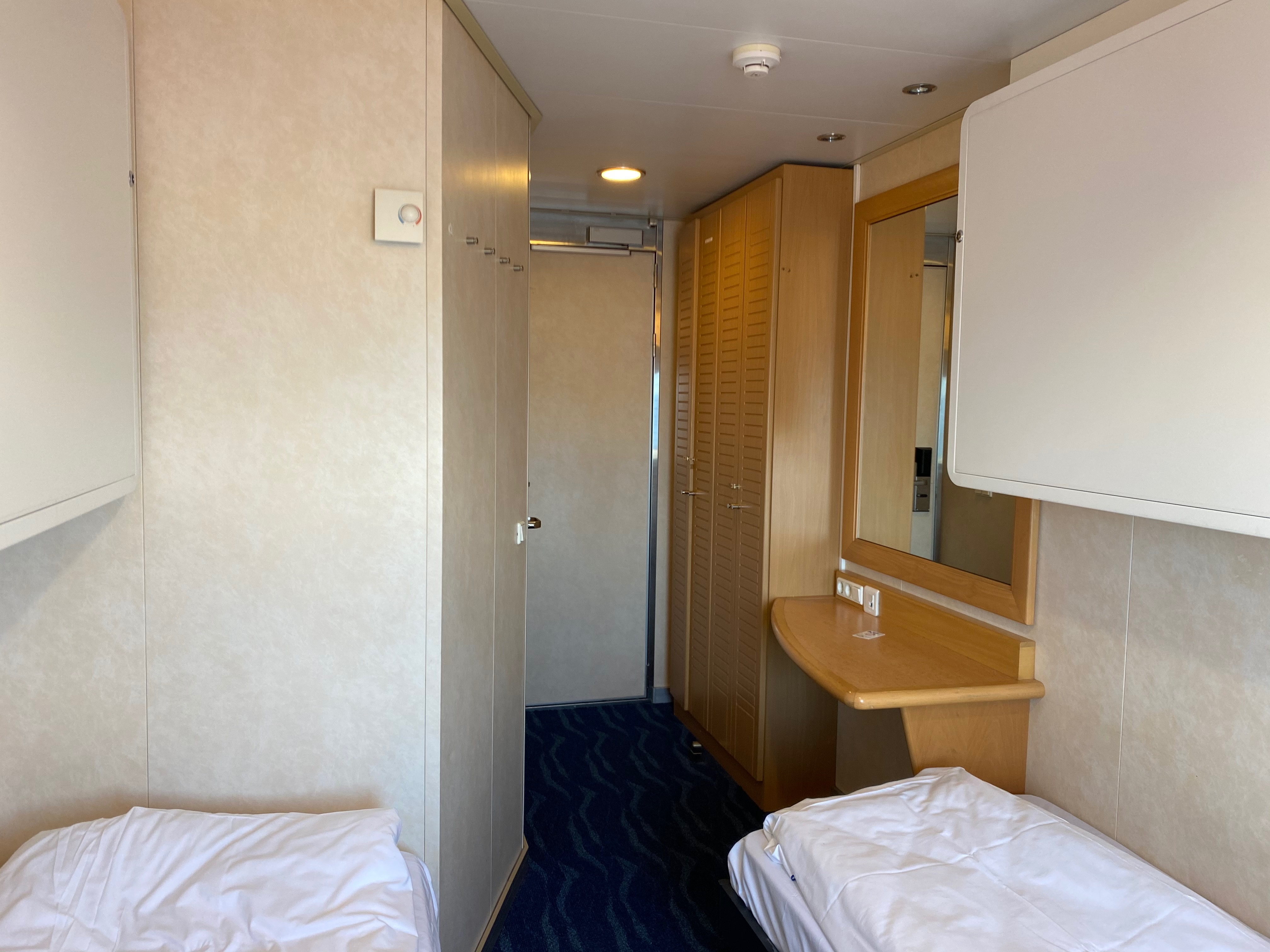
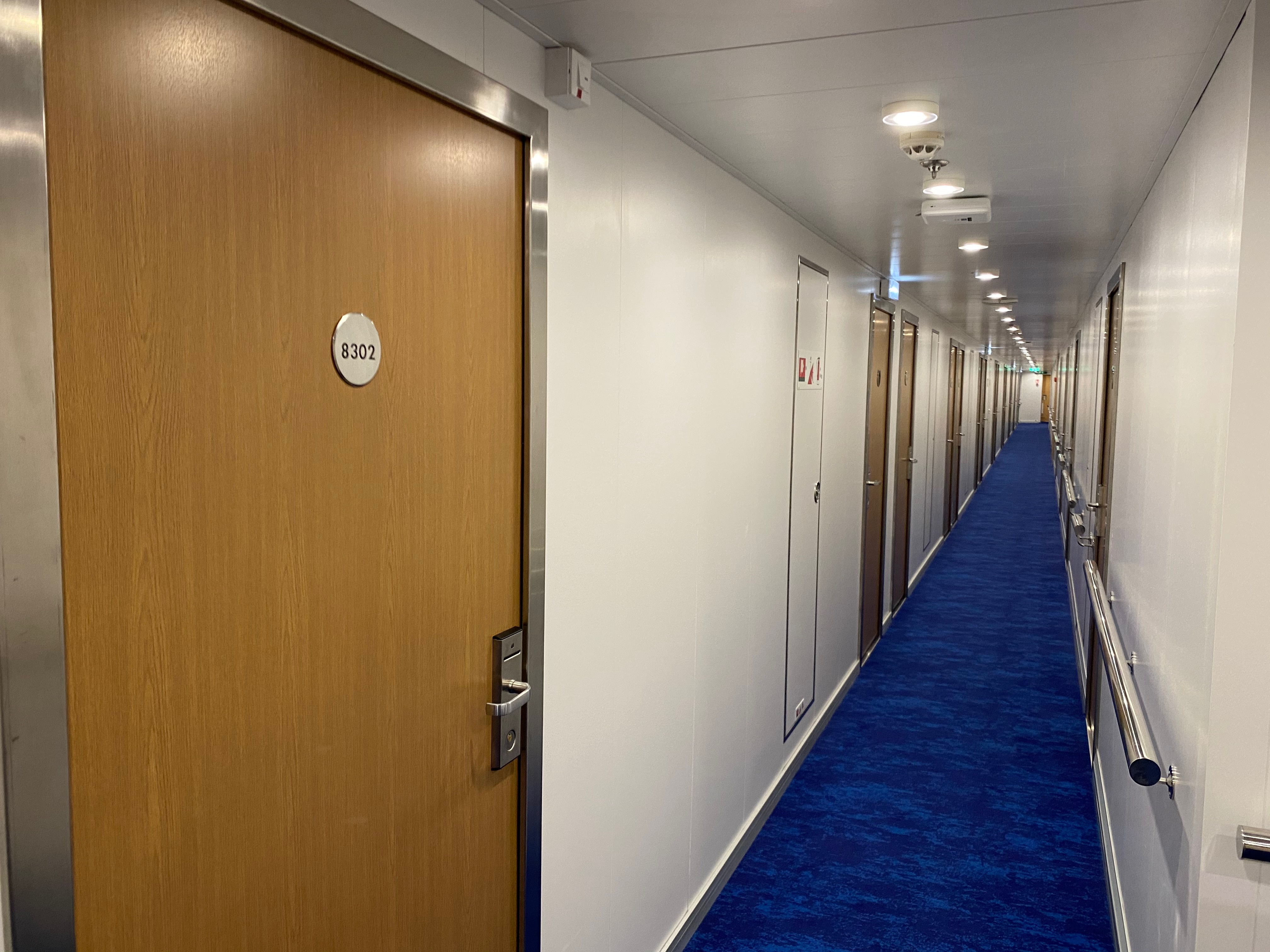
Coursive des cabines du pont 8.
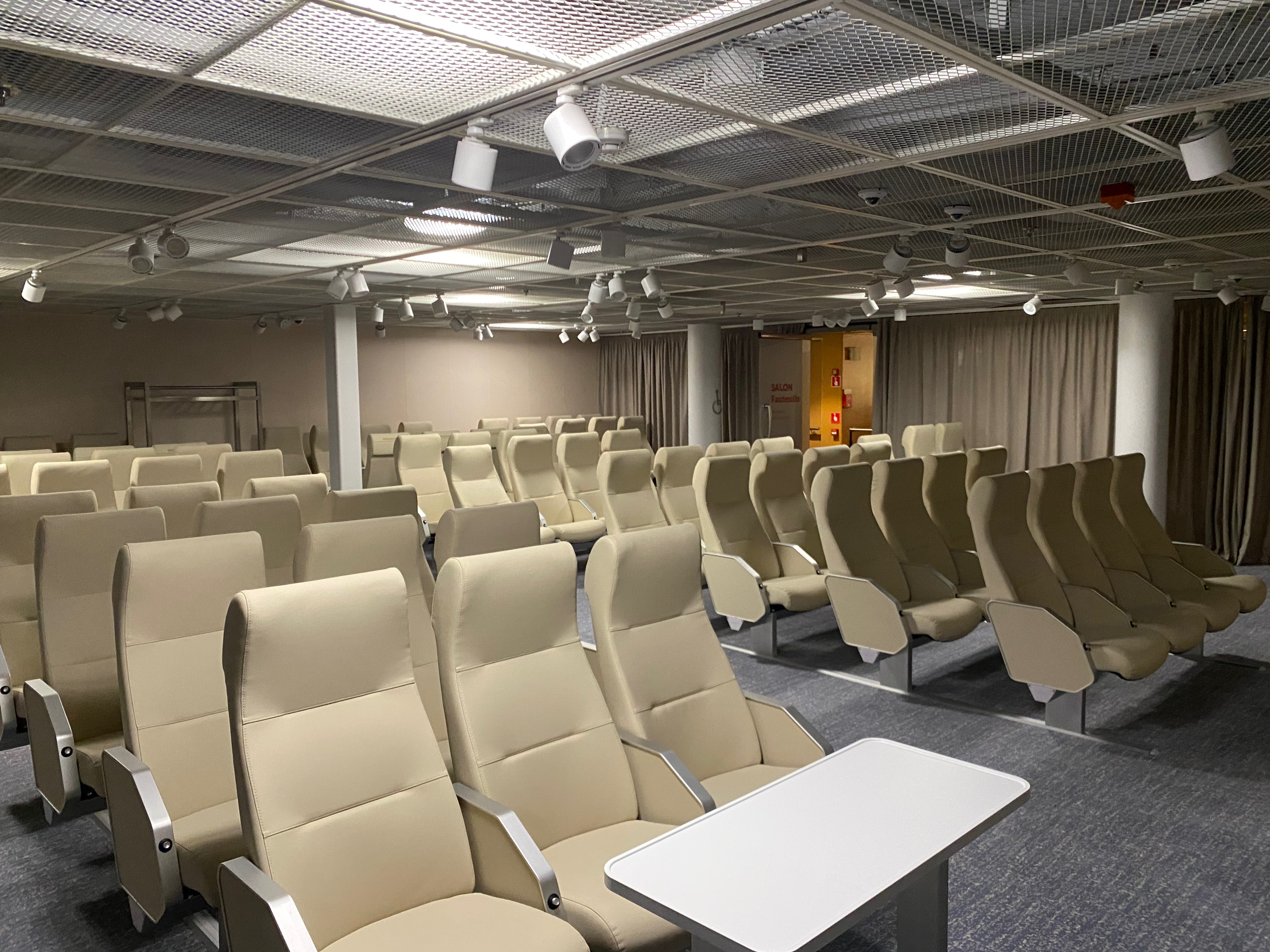
Salon fauteuils pouvant accueillir 60 personnes, situé sur le pont 7 vers l'avant du navire.

## Caractéristiques
A Nepita mesure 203,90 mètres de long pour 25,40 mètres de large, son tonnage était à l'origine de 29 800 UMS mais sera porté à 30 285 UMS lors d'une refonte en 2004 puis finalement à 30 551 UMS en 2012. Le navire pouvait accueillir dans sa configuration initiale 626 passagers. Sa capacité sera portée à 717 en 2004 puis 1 200 en 2012. Il possède un garage de 1 900 mètres linéaires pouvant contenir 100 véhicules répartis sur quatre niveaux ainsi que 140 remorques. Le garage était accessible à l'origine par deux portes rampes situées à la poupe, l’une de 8 mètres de large et l’autre de 5 mètres de large et une porte rampe située à la proue de 4,40 mètres de large avec ouverture par deux vantaux. En 2008, le système d'accès au garage est entièrement revu, il ne subsiste qu'une seule porte arrière et des dispositifs adaptés aux infrastructures portuaires de Calais et de Douvres sont construits. En 2015, le garage retrouve un système de chargement au moyen de rampes. La propulsion de A Nepita est assurée par quatre moteurs diesels  Wärtsilä-Sulzer NSD 16ZAV-40S développant une puissance de 46 080 kW entrainant deux hélices faisant filer le bâtiment à une vitesse de 28 nœuds. Il était à l'origine doté de deux propulseurs d'étrave et un propulseur arrière ainsi qu'un stabilisateur anti-roulis. À la suite de son acquisition par SeaFrance en 2008, un troisième propulseur d'étrave est ajouté. Le navire possède quatre embarcations de sauvetage de grande taille, une embarcation semi-rigide de secours et plusieurs radeaux de sauvetage. Depuis 2020, A Nepita est équipé de scrubbers, dispositifs d'épuration des fumées rejetées par les cheminées réduisant ainsi les émissions de soufre.

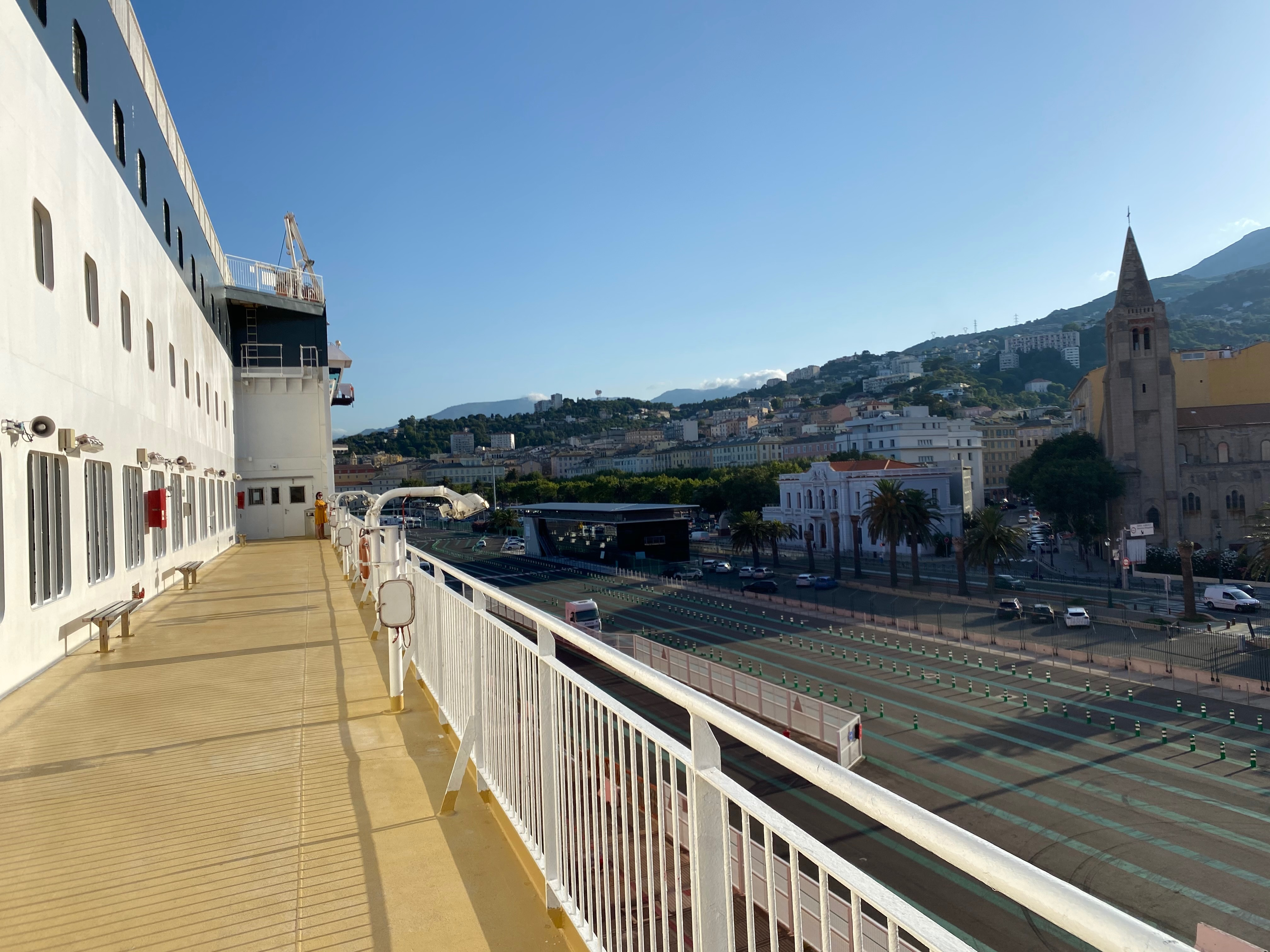
Ponts extérieurs.
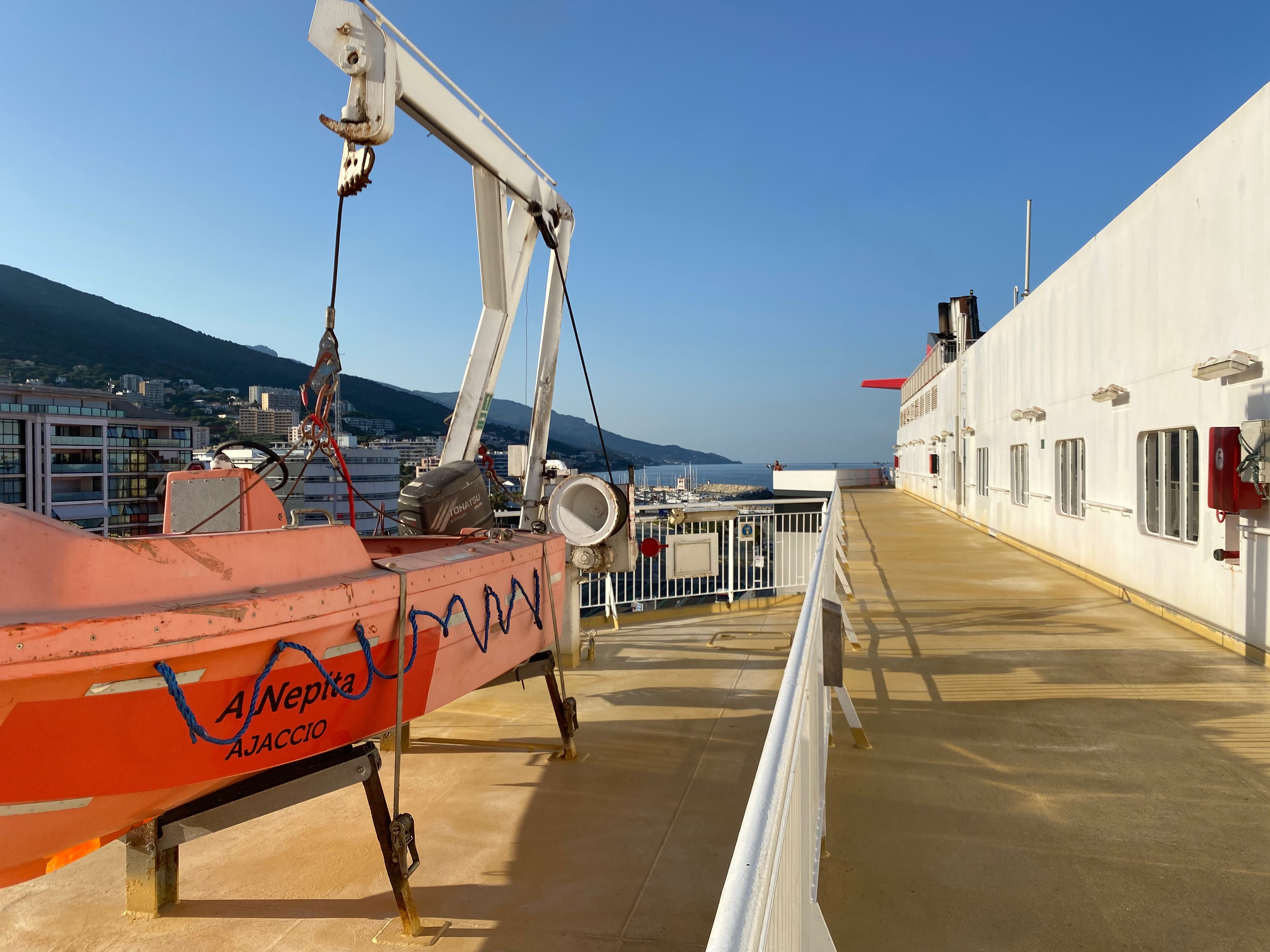
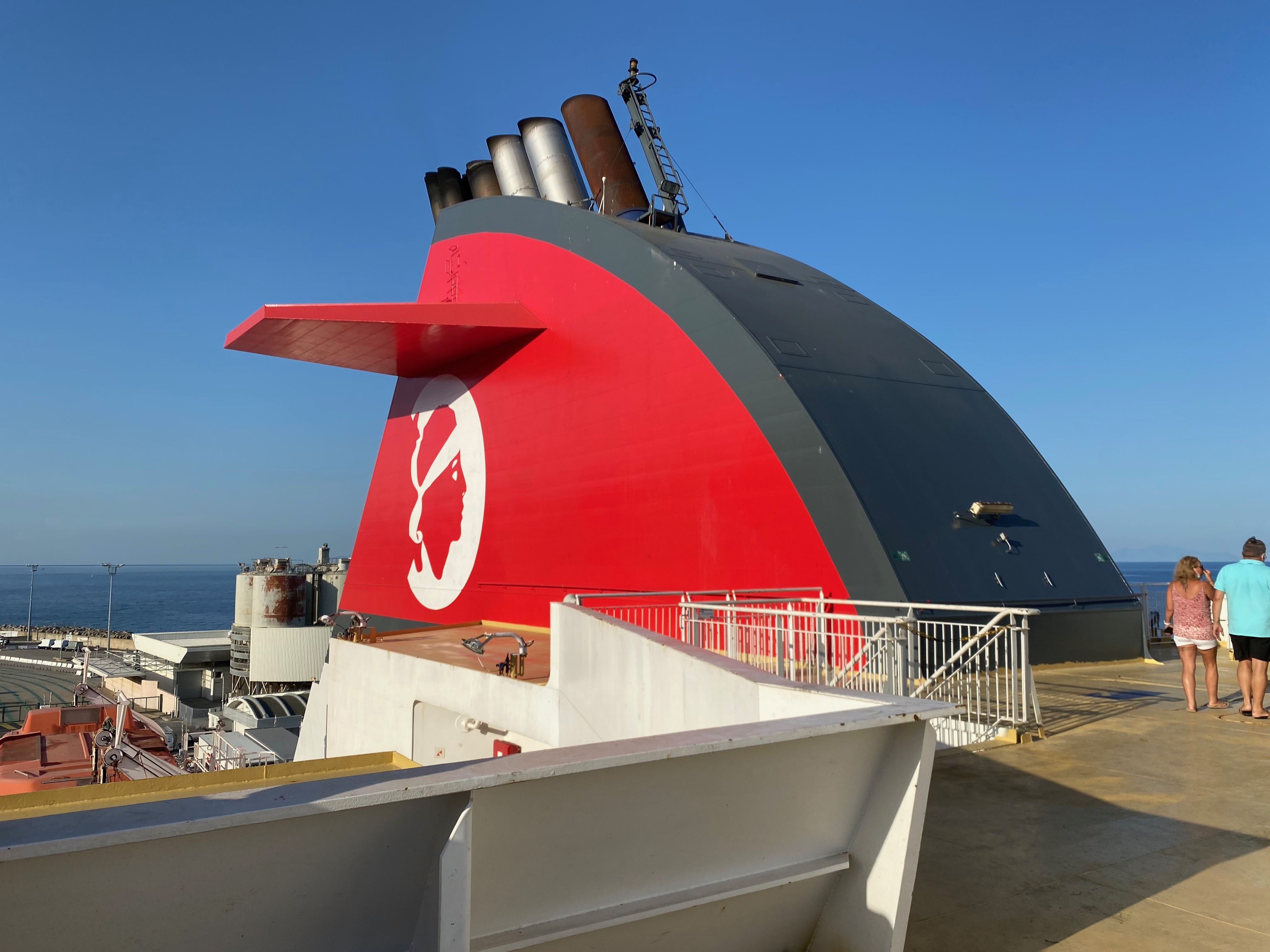
Cheminée unique arrière.

## Lignes desservies
Au début de sa carrière, le Superfast X assurait de 2002 à 2007 les lignes de Superfast Ferries en mer du Nord entre l'Allemagne et la Finlande sur la ligne Rostock - Hanko puis entre la Belgique et le Royaume-Uni sur la ligne Zeebruges - Rosyth.
À partir de 2007, prévu pour desservir la Corse depuis Marseille sous les couleurs de la SNCM, le Jean Nicoli assure finalement la desserte de la Tunisie depuis l'Italie sur la ligne Gênes - Tunis sous affrètement par la Compagnie tunisienne de navigation puis les lignes entre la Grèce et l'Italie (Patras - Igoumenitsa - Ancône - Venise), affrété par ANEK Lines. Il assurera également quelques traversées entre Marseille et Alger pour la SNCM.
À compter de 2008, il est affecté aux lignes transmanches entre Calais et Douvres, dans un premier temps sous les couleurs de SeaFrance de 2008 à 2011 puis de DFDS Seaways de 2012 à 2014.
De 2015 à 2020, le navire a desservi les lignes de Stena Line entre le Royaume-Uni et l'Irlande sur la route Holyhead - Dublin mais aussi parfois d'autres lignes de la compagnie telles que Cairnryan - Belfast ou Rosslare - Cherbourg.
Prévu pour être exploité dès le mois de juillet 2020 sur les lignes de Corsica Linea vers l'Algérie depuis Marseille vers Alger et Béjaïa, le navire est finalement positionné sur les liaisons vers la Corse entre Marseille, Bastia et Ajaccio à partir du 23 juin en raison de la réorganisation du programme estival de la compagnie consécutif à l’épidémie de Covid-19.
Depuis mars 2021, A Nepita est employé à titre principal sur les lignes de la DSP entre Marseille et la Corse. Affecté dans un premier temps à la desserte de Bastia ou d'Ajaccio selon la période, il sera positionné durant l'été 2022 sur la ligne Marseille - Porto-Vecchio ainsi que sur des rotations supplémentaires vers Ajaccio les week-ends. Depuis février 2023, A Nepita dessert le port de Propriano à raison de trois rotations par semaine ainsi qu'Ajaccio en traversée de jour une fois par semaine depuis avril.